# 2013年羅傑·費德勒網球賽季
羅傑·費德勒的年終世界排名為平十一年新低的第六，奪得一座250賽事冠軍（哈雷）。
澳網連續十年躋身四強後，以盤數2-3負於安迪·梅利，連續三年四強出局。法網則在八強敗給特松加。溫網更爆出驚天冷門，第二圈被烏克蘭球手謝爾蓋·斯坦高夫斯基淘汰出局，終止了他連續36次打進大滿貫八強這個橫跨整整九年的紀錄﹔亦令他的世界排名跌至十年新低的第五位。在辛辛那提大師賽八強再次敗予拿度後，世界排名更跌至十一年新低的第七。美網，他被列位第七種子，這是他自02年以來首次在四大賽未列前三種子，最終也在第四圈以直落三63-7、3-6、4-6敗給第19種子托米·罗布雷多，止步十六強，亦是他自02年以來首次無緣晉身其中一項四大滿貫賽事決賽。年終賽方面，四強再被老對手拿度淘汰，後者取得雙方在這項賽事交手的首場勝利。

## 年度詳述

### 春季硬地賽季與澳網
費達拿以直接參與澳網作為2013年賽季的開始，以不失一盤的戰績來到八強，遇上特松加，兩度領先下都被這位法國好手追平，在決勝的第五盤，費達拿勝6-3，以盤數3-2擊敗對手﹔四強則遭遇梅利，這次費達拿未能再力挽狂瀾，以4-6、7-65、3-6、7-62、2-6的五盤比分不敵英國人，但已能夠將自己保持的連續晉級澳網四強的紀錄改寫為十年。其後，費達拿參加鹿特丹和杜拜站的賽事，不過分別在八強及四強出局，賽季第一項大師賽印第安維爾斯站，八強以4-6、2-6敗給剛傷癒復出不久的宿敵拿度。

### 紅土賽季與法網
印第安維爾斯賽事完結後，費達拿展開了兩個月的休假，期間他錯過了邁阿密大師賽和蒙地卡羅大師賽，直到馬德里大師賽才重返球場，不過他在第三圈被日本人錦織圭淘汰﹔緊接的羅馬大師賽敗給拿度屈居亞軍﹔來到法網，於第四圈苦戰五盤下，以6–1, 4–6, 2–6, 6–2, 6–3力壓剋星之一的東道主球手西蒙，驚險晉級八強兼取得職業生涯第900場單打勝仗﹔但被另一位東道主球手特松加以直落三盤的比分淘汰，後者亦報了澳網出局的一敗之仇。

### 草地賽季與溫布頓
至此，費達拿開季半年未嘗一冠，為其職業生涯最差，直至在哈雷站決賽擊敗米哈伊爾·尤日尼奪標後錦標荒才被打破﹔但隨後的溫網卻爆出驚天冷門，第二圈被烏克蘭球手謝爾蓋·斯坦高夫斯基淘汰出局，終止了他連續36次打進大滿貫八強這個橫跨整整九年的紀錄﹔亦令他的世界排名跌至十年新低的第五位。

### 夏季硬地賽季與美網
夏季硬地賽事前，費達拿宣佈參加德國公開賽和瑞士巴斯塔德公開賽，以爭取更多的分數取得參與年終賽資格。不過分別在四強和十六強出局，後退出加拿大大師賽。至於辛辛那提大師賽，八強再次敗予拿度，至此，世界排名跌至十一年新低的第七。美網，他被列位第七種子，這是他自02年以來首次在四大賽未列前三種子，最終也在第四圈以直落三63-7、3-6、4-6敗給第19種子托米·罗布雷多，止步十六強，亦是他自02年以來首次無緣晉身其中一項四大滿貫賽事決賽。

### 秋季硬地賽季與年終賽
上海大師賽，與中國球手張擇出戰雙打，但在第二圈不敵最終奪冠的組合多迪格和梅洛﹔單打方面則在第三圈被孟菲爾斯淘汰。至於巴塞爾室內賽，決賽負於迪普祖。巴黎大師賽，晉身十六強後鎖定年終賽資格，戰至四強被祖高域淘汰。年終賽方面，四強再被老對手拿度淘汰，後者取得雙方在這項賽事交手的首場勝利，費達拿這年的世界排名以第六位作收，為2002年來最低。

## 狀態低潮原因
該季費達拿因在三月的印第安維爾斯站和七月的漢堡站賽事中分別拉傷背部，困擾長達七個月之久至十月而令戰績大幅下滑。其中在溫布頓的過早出局讓他損失了巨大積分，世界排名也跌至2003年以來新低的第五，隨後持外卡參與漢堡站和瑞士古斯塔德公開賽賽事以爭取積分入圍年終賽，不過兩項賽事均未能奪標，其中後者更在次圈便早早失利，美網系列賽期間只有第七的世界排名和在美網第四圈畢業的慘淡戰績也略為加深了積分上的損失，亦令他自2002年以來首次無綠其中一項大滿貫賽事的決賽，直至最後一站的巴黎大師賽時才鎖定年終賽資格。

不少人皆認為，費達拿該年的表現象徵着四巨頭的瓦解，外界的質疑令費達拿在低潮期時選擇試用拍面較大的新球拍出戰賽事，至次年正式改用，再加上聘請自己的兒時偶像斯特凡·埃德贝里當教練，這兩方面果斷作出的改變造就了他下季的復甦。

## 所有賽事
指引：
| W | F | SF | QF | #R | RR | LQ (Q#) | A | P | Z# | PO | SF-B | F-S | G | NMS | NH | NQ |

W：冠軍；F：亞軍；SF：四強；QF：八強；#R：前四輪；RR：小組賽；LQ：止步資格賽；A：缺席；P：比赛延期；Z#：戴维斯杯/联合会杯组别赛（#表示级别）；PO：參與戴維斯盃/联合会杯附加赛；SF-B：奧運會銅牌；F-S：奧運會銀牌；G：奧運會金牌；NMS：非ATP1000大師賽系列；NH：該賽事本年度未舉行；NQ：未入圍。

### 單打
| 賽事                                                                                         | 賽數 | 輪數   | 對手及其排名                  | 結果  | 比分                              |      |
| 澳洲網球公開賽 澳洲, 墨爾本 大滿貫 室外硬地 2013年1月14日至1月27日                           | 1077 | 首圈   | 伯諾瓦·帕爾雷 / #46           | 勝    | 6–2, 6–4, 6–1                     |      |
| 澳洲網球公開賽 澳洲, 墨爾本 大滿貫 室外硬地 2013年1月14日至1月27日                           | 1078 | 第二圈 | 尼古莱·达维登科 / #40         | 勝    | 6–3, 6–4, 6–4                     |      |
| 澳洲網球公開賽 澳洲, 墨爾本 大滿貫 室外硬地 2013年1月14日至1月27日                           | 1079 | 第三圈 | 伯納德·托米奇 / #42           | 勝    | 6–4, 7–6(7–5), 6–1                |      |
| 澳洲網球公開賽 澳洲, 墨爾本 大滿貫 室外硬地 2013年1月14日至1月27日                           | 1080 | 第四圈 | 米洛斯·拉奧歷 / #15           | 勝    | 6–4, 7–6(7–4), 6–2                |      |
| 澳洲網球公開賽 澳洲, 墨爾本 大滿貫 室外硬地 2013年1月14日至1月27日                           | 1081 | 八強   | 若-威爾弗里德·特松加 / #8     | 勝    | 7–6(7–4), 4–6, 7–6(7–4), 3–6, 6–3 |      |
| 澳洲網球公開賽 澳洲, 墨爾本 大滿貫 室外硬地 2013年1月14日至1月27日                           | 1082 | 四強   | 安迪·梅利 / #3                | 負    | 4–6, 7–6(7–5), 3–6, 7–6(7–2), 2–6 |      |
| 荷蘭鹿特丹荷蘭銀行世界賽 荷蘭, 鹿特丹 ATP世界巡迴賽500賽 室內硬地 2013年2月11日至2月17日     | 1083 | 首圈   | 格雷加·澤姆賈 / #64           | 勝    | 6–3, 6–1                          |      |
| 荷蘭鹿特丹荷蘭銀行世界賽 荷蘭, 鹿特丹 ATP世界巡迴賽500賽 室內硬地 2013年2月11日至2月17日     | 1084 | 第二圈 | 蒂莫·德·巴克 / #123           | 勝    | 6–3, 6–4                          |      |
| 荷蘭鹿特丹荷蘭銀行世界賽 荷蘭, 鹿特丹 ATP世界巡迴賽500賽 室內硬地 2013年2月11日至2月17日     | 1085 | 八強   | 儒利安·貝內托 / #39           | 負    | 3–6, 5–7                          |      |
| 杜拜網球錦標賽 阿聯酋, 杜拜 ATP世界巡迴賽500賽 室外硬地 2013年2月25日至3月2日                | 1086 | 首圈   | 馬利克·查斯利 / #128          | 勝    | 5–7, 6–0, 6–2                     |      |
| 杜拜網球錦標賽 阿聯酋, 杜拜 ATP世界巡迴賽500賽 室外硬地 2013年2月25日至3月2日                | 1087 | 第二圈 | 馬塞爾·格拉諾勒斯 / #34       | 勝    | 6–3, 6–4                          |      |
| 杜拜網球錦標賽 阿聯酋, 杜拜 ATP世界巡迴賽500賽 室外硬地 2013年2月25日至3月2日                | 1088 | 八強   | 尼古萊·迪維丹高 / #46         | 勝    | 6–2, 6–2                          |      |
| 杜拜網球錦標賽 阿聯酋, 杜拜 ATP世界巡迴賽500賽 室外硬地 2013年2月25日至3月2日                | 1089 | 四強   | 托馬什·貝爾迪赫 / #6          | 負    | 6–3, 6–7(8–10), 4–6               |      |
| 印第安維爾斯大師賽 美國, 印第安維爾斯 ATP世界巡迴賽1000大師賽 室外硬地 2013年3月4日至3月17日 | –    | 首圈   | 輪空                          | 輪空  | 輪空                              | 輪空 |
| 印第安維爾斯大師賽 美國, 印第安維爾斯 ATP世界巡迴賽1000大師賽 室外硬地 2013年3月4日至3月17日 | 1090 | 第二圈 | 丹尼斯·伊斯托明 / #43         | 勝    | 6–2, 6–3                          |      |
| 印第安維爾斯大師賽 美國, 印第安維爾斯 ATP世界巡迴賽1000大師賽 室外硬地 2013年3月4日至3月17日 | 1091 | 第三圈 | 伊萬·多迪格 / #60             | 勝    | 6–3, 6–1                          |      |
| 印第安維爾斯大師賽 美國, 印第安維爾斯 ATP世界巡迴賽1000大師賽 室外硬地 2013年3月4日至3月17日 | 1092 | 十六強 | 斯坦·瓦林卡 / #18             | 勝    | 6–3, 6–7(4–7), 7–5                |      |
| 印第安維爾斯大師賽 美國, 印第安維爾斯 ATP世界巡迴賽1000大師賽 室外硬地 2013年3月4日至3月17日 | 1093 | 八強   | 拉斐爾·拿度 / #5              | 負    | 4–6, 2–6                          |      |
| 馬德里大師賽 西班牙, 馬德里 ATP世界巡迴賽1000大師賽 室外泥地 2013年5月7日至5月13日           | –    | 首圈   | 輪空                          | 輪空  | 輪空                              | 輪空 |
| 馬德里大師賽 西班牙, 馬德里 ATP世界巡迴賽1000大師賽 室外泥地 2013年5月7日至5月13日           | 1094 | 第二圈 | 拉德克·斯泰潘內克 / #48       | 勝    | 6–3, 6–3                          |      |
| 馬德里大師賽 西班牙, 馬德里 ATP世界巡迴賽1000大師賽 室外泥地 2013年5月7日至5月13日           | 1095 | 第三圈 | 錦織圭 / #16                  | 負    | 4–6, 6–1, 2–6                     |      |
| 羅馬大師賽 意大利, 羅馬 ATP世界巡迴賽1000大師賽 室外泥地 2013年5月13日至5月19日              | –    | 首圈   | 輪空                          | 輪空  | 輪空                              | 輪空 |
| 羅馬大師賽 意大利, 羅馬 ATP世界巡迴賽1000大師賽 室外泥地 2013年5月13日至5月19日              | 1096 | 第二圈 | 波蒂托·斯塔拉切 / #293        | 勝    | 6–1, 6–2                          |      |
| 羅馬大師賽 意大利, 羅馬 ATP世界巡迴賽1000大師賽 室外泥地 2013年5月13日至5月19日              | 1097 | 第三圈 | 吉爾·西蒙 / #17               | 勝    | 6–1, 6–2                          |      |
| 羅馬大師賽 意大利, 羅馬 ATP世界巡迴賽1000大師賽 室外泥地 2013年5月13日至5月19日              | 1098 | 八強   | 傑西·詹努維克茲 / #24         | 勝    | 6–4, 7–6(7–2)                     |      |
| 羅馬大師賽 意大利, 羅馬 ATP世界巡迴賽1000大師賽 室外泥地 2013年5月13日至5月19日              | 1099 | 四強   | 伯諾瓦·帕爾雷 / #36           | 勝    | 7–6(7–5), 6–4                     |      |
| 羅馬大師賽 意大利, 羅馬 ATP世界巡迴賽1000大師賽 室外泥地 2013年5月13日至5月19日              | 1100 | 決賽   | 拉斐爾·拿度 / #5              | 負    | 1–6, 3–6                          |      |
| 法國網球公開賽 法國, 巴黎 大滿貫 室外泥地 2013年5月27日至6月9日                              | 1101 | 首圈   | 巴勃羅·卡雷尼奧-巴斯達 / #164 | 勝    | 6–2, 6–2, 6–3                     |      |
| 法國網球公開賽 法國, 巴黎 大滿貫 室外泥地 2013年5月27日至6月9日                              | 1102 | 第二圈 | 山德夫·狄瓦曼 / #188          | 勝    | 6–2, 6–1, 6–1                     |      |
| 法國網球公開賽 法國, 巴黎 大滿貫 室外泥地 2013年5月27日至6月9日                              | 1103 | 第三圈 | 儒利安·貝內托 / #32           | 勝    | 6–3, 6–4, 7–5                     |      |
| 法國網球公開賽 法國, 巴黎 大滿貫 室外泥地 2013年5月27日至6月9日                              | 1104 | 十六強 | 吉爾·西蒙 / #18               | 勝    | 6–1, 4–6, 2–6, 6–2, 6–3           |      |
| 法國網球公開賽 法國, 巴黎 大滿貫 室外泥地 2013年5月27日至6月9日                              | 1105 | 八強   | 若-威爾弗里德·特松加 / #8     | 負    | 5–7, 3–6, 3–6                     |      |
| 哈雷公開賽 德國, 哈雷 ATP世界巡迴賽250賽 室外草地 2013年6月10日至6月16日                     | –    | 首圈   | 輪空                          | 輪空  | 輪空                              | 輪空 |
| 哈雷公開賽 德國, 哈雷 ATP世界巡迴賽250賽 室外草地 2013年6月10日至6月16日                     | 1106 | 第二圈 | 塞德里克-馬塞爾·史特比 / #166 | 勝    | 6–3, 6–3                          |      |
| 哈雷公開賽 德國, 哈雷 ATP世界巡迴賽250賽 室外草地 2013年6月10日至6月16日                     | 1107 | 八強   | 米沙·茲韋列夫 / #156          | 勝    | 6–0, 6–0                          |      |
| 哈雷公開賽 德國, 哈雷 ATP世界巡迴賽250賽 室外草地 2013年6月10日至6月16日                     | 1108 | 四強   | 托米·哈斯 / #11               | 勝    | 3–6, 6–3, 6–4                     |      |
| 哈雷公開賽 德國, 哈雷 ATP世界巡迴賽250賽 室外草地 2013年6月10日至6月16日                     | 1109 | 決賽   | 米哈伊爾·尤茲尼 / #29         | 勝(1) | 6–7(5–7), 6–3, 6–4                |      |
| 溫布頓網球錦標賽 英國, 倫敦 大滿貫 室外草地 2013年6月24日至7月7日                            | 1110 | 首圈   | 維克托·哈內斯庫 / #47         | 勝    | 6–3, 6–2, 6–0                     |      |
| 溫布頓網球錦標賽 英國, 倫敦 大滿貫 室外草地 2013年6月24日至7月7日                            | 1111 | 第二圈 | 謝爾蓋·斯坦高夫斯基 / #116    | 負    | 7–6(7–5), 6–7(5–7), 5–7, 6–7(5–7) |      |
| 德國公開賽 德國, 漢堡 ATP世界巡迴賽500賽 室外泥地 2013年7月15日至7月21日                     | –    | 首圈   | 輪空                          | 輪空  | 輪空                              | 輪空 |
| 德國公開賽 德國, 漢堡 ATP世界巡迴賽500賽 室外泥地 2013年7月15日至7月21日                     | 1112 | 第二圈 | 丹尼爾·布蘭德斯 / #58         | 勝    | 3–6, 6–3, 6–2                     |      |
| 德國公開賽 德國, 漢堡 ATP世界巡迴賽500賽 室外泥地 2013年7月15日至7月21日                     | 1113 | 第三圈 | 揚·哈耶克 / #140              | 勝    | 6–4, 6–3                          |      |
| 德國公開賽 德國, 漢堡 ATP世界巡迴賽500賽 室外泥地 2013年7月15日至7月21日                     | 1114 | 八強   | 弗洛里安·邁爾 / #45           | 勝    | 7–6(7–4), 3–6, 7–5                |      |
| 德國公開賽 德國, 漢堡 ATP世界巡迴賽500賽 室外泥地 2013年7月15日至7月21日                     | 1115 | 四強   | 費德里科·德爾波尼斯 / #114    | 負    | 6–7(7–9), 6–7(4–7)                |      |
| 瑞士古斯塔德網球賽 瑞士, 古斯塔德 ATP世界巡迴賽250賽 室外泥地 2013年7月22日至7月28日         | –    | 首圈   | 輪空                          | 輪空  | 輪空                              | 輪空 |
| 瑞士古斯塔德網球賽 瑞士, 古斯塔德 ATP世界巡迴賽250賽 室外泥地 2013年7月22日至7月28日         | 1116 | 第二圈 | 丹尼爾·布蘭德斯 / #55         | 負    | 3–6, 4–6                          |      |
| 西南公開賽 美國, 辛辛那堤 ATP世界巡迴賽1000大師賽 室外硬地 2013年8月12日至8月18日            | –    | 首圈   | 輪空                          | 輪空  | 輪空                              | 輪空 |
| 西南公開賽 美國, 辛辛那堤 ATP世界巡迴賽1000大師賽 室外硬地 2013年8月12日至8月18日            | 1117 | 第二圈 | 菲利普·科爾施賴伯 / #26       | 勝    | 6–3, 7–6(9–7)                     |      |
| 西南公開賽 美國, 辛辛那堤 ATP世界巡迴賽1000大師賽 室外硬地 2013年8月12日至8月18日            | 1118 | 第三圈 | 托米·哈斯 / #13               | 勝    | 1–6, 7–5, 6–3                     |      |
| 西南公開賽 美國, 辛辛那堤 ATP世界巡迴賽1000大師賽 室外硬地 2013年8月12日至8月18日            | 1119 | 八強   | 拉斐爾·拿度 / #3              | 負    | 7–5, 4–6, 3–6                     |      |
| 美國網球公開賽 美國, 紐約 大滿貫 室外硬地 2013年8月26日至9月8日                              | 1120 | 首圈   | 格雷加·澤姆賈 / #62           | 勝    | 6–3, 6–2, 7–5                     |      |
| 美國網球公開賽 美國, 紐約 大滿貫 室外硬地 2013年8月26日至9月8日                              | 1121 | 第二圈 | 卡洛斯·貝洛克 / #48           | 勝    | 6–3, 6–2, 6–1                     |      |
| 美國網球公開賽 美國, 紐約 大滿貫 室外硬地 2013年8月26日至9月8日                              | 1122 | 第三圈 | 阿德里安·曼納里諾 / #63       | 勝    | 6–3, 6–0, 6–2                     |      |
| 美國網球公開賽 美國, 紐約 大滿貫 室外硬地 2013年8月26日至9月8日                              | 1123 | 十六強 | 托米·羅佈雷多 / #22           | 負    | 6–7(3–7), 3–6, 4–6                |      |
| 上海大師賽 中國, 上海 ATP世界巡迴賽1000大師賽 室外硬地 2013年10月7日至10月13日               | –    | 首圈   | 輪空                          | 輪空  | 輪空                              | 輪空 |
| 上海大師賽 中國, 上海 ATP世界巡迴賽1000大師賽 室外硬地 2013年10月7日至10月13日               | 1124 | 第二圈 | 安德烈亞斯·塞皮 / #22         | 勝    | 6–4, 6–3                          |      |
| 上海大師賽 中國, 上海 ATP世界巡迴賽1000大師賽 室外硬地 2013年10月7日至10月13日               | 1125 | 第三圈 | 加埃爾·蒙菲斯 / #42           | 負    | 4–6, 7–6(7–5), 3–6                |      |
| 大衛杜夫瑞士室內賽 瑞士, 巴塞爾 ATP世界巡迴賽500賽 室內硬地 2013年10月21日至10月27日         | 1126 | 首圈   | 阿德里安·曼納里諾 / #62       | 勝    | 6–4, 6–2                          |      |
| 大衛杜夫瑞士室內賽 瑞士, 巴塞爾 ATP世界巡迴賽500賽 室內硬地 2013年10月21日至10月27日         | 1127 | 第二圈 | 丹尼斯·伊斯托明 / #48         | 勝    | 4–6, 6–3, 6–2                     |      |
| 大衛杜夫瑞士室內賽 瑞士, 巴塞爾 ATP世界巡迴賽500賽 室內硬地 2013年10月21日至10月27日         | 1128 | 八強   | 格里戈爾·季米特洛夫 / #22     | 勝    | 6–3, 7–6(7–2)                     |      |
| 大衛杜夫瑞士室內賽 瑞士, 巴塞爾 ATP世界巡迴賽500賽 室內硬地 2013年10月21日至10月27日         | 1129 | 四強   | 華塞克·波斯比希爾 / #40       | 勝    | 6–3, 6–7(3–7), 7–5                |      |
| 大衛杜夫瑞士室內賽 瑞士, 巴塞爾 ATP世界巡迴賽500賽 室內硬地 2013年10月21日至10月27日         | 1130 | 決賽   | 胡安·馬丁·德爾波特羅 / #5     | 負    | 6–7(3–7), 6–2, 4–6                |      |
| 巴黎大師賽 法國, 巴黎 ATP世界巡迴賽1000大師賽 室內硬地 2013年10月28日至11月3日               | –    | 首圈   | 輪空                          | 輪空  | 輪空                              | 輪空 |
| 巴黎大師賽 法國, 巴黎 ATP世界巡迴賽1000大師賽 室內硬地 2013年10月28日至11月3日               | 1131 | 第二圈 | 奇雲·安達臣 / #21             | 勝    | 6–4, 6–4                          |      |
| 巴黎大師賽 法國, 巴黎 ATP世界巡迴賽1000大師賽 室內硬地 2013年10月28日至11月3日               | 1132 | 第三圈 | 菲利普·科爾施賴伯 / #23       | 勝    | 6–3, 6–4                          |      |
| 巴黎大師賽 法國, 巴黎 ATP世界巡迴賽1000大師賽 室內硬地 2013年10月28日至11月3日               | 1133 | 八強   | 胡安·馬丁·德爾波特羅 / #5     | 勝    | 6–3, 4–6, 6–3                     |      |
| 巴黎大師賽 法國, 巴黎 ATP世界巡迴賽1000大師賽 室內硬地 2013年10月28日至11月3日               | 1134 | 四強   | 諾華克·祖高域 / #2            | 負    | 6–4, 3–6, 2–6                     |      |
| ATP世界巡迴賽總決賽 英國, 倫敦 ATP世界巡迴賽總決賽 室內硬地 2013年11月4日至11月11日          | 1135 | 小組賽 | 諾華克·祖高域 / #2            | 負    | 4–6, 7–6(7–2), 2–6                |      |
| ATP世界巡迴賽總決賽 英國, 倫敦 ATP世界巡迴賽總決賽 室內硬地 2013年11月4日至11月11日          | 1136 | 小組賽 | 里夏爾·加斯凱 / #9            | 勝    | 6–4, 6–3                          |      |
| ATP世界巡迴賽總決賽 英國, 倫敦 ATP世界巡迴賽總決賽 室內硬地 2013年11月4日至11月11日          | 1137 | 小組賽 | 胡安·馬丁·德爾波特羅 / #5     | 勝    | 4–6, 7–6(7–2), 7–5                |      |
| ATP世界巡迴賽總決賽 英國, 倫敦 ATP世界巡迴賽總決賽 室內硬地 2013年11月4日至11月11日          | 1138 | 四強   | 拉斐爾·拿度 / #1              | 負    | 5–7, 3–6                          |      |

### 雙打
| 賽事                                                                                 | 賽數 | 輪數   | 拍檔      | 對手及其排名                                  | 結果 | 比分           |
| 哈雷公開賽 德國, 哈雷 ATP世界巡迴賽250賽 室外草地 2013年6月10日至6月16日             | 201  | 首圈   | 托米·哈斯 | 于爾根·梅爾策 / #33 菲利普·普茲斯內爾 / #50   | 負   | 6–7(3–7), 4–6  |
| 上海勞力士大師賽 中國, 上海 ATP世界巡迴賽1000大師賽 室外硬地 2013年10月7日至10月13日 | 202  | 首圈   | 張擇      | 奇雲·安達臣 / #150 德米特里·圖爾蘇諾夫 / #156 | 勝   | 6–2, 6–1       |
| 上海勞力士大師賽 中國, 上海 ATP世界巡迴賽1000大師賽 室外硬地 2013年10月7日至10月13日 | 203  | 第二圈 | 張擇      | 伊萬·多迪格 / #19 馬塞洛·梅洛 / #11           | 負   | 1–6, 6–1, 8–10 |

## 賽程安排

### 單打
下表為費達拿2013年的單打賽程﹕
| 日期                           | 賽事名稱                 | 地點               | 賽事等級                | 球場類型     | 上屆成績     | 上屆積分 | 獲得積分 | 結果                                                                |
| ------------------------------ | ------------------------ | ------------------ | ----------------------- | ------------ | ------------ | -------- | -------- | ------------------------------------------------------------------- |
| 2013年1月14日– 2013年1月27日   | 澳洲網球公開賽           | 澳洲, 墨爾本       | 大滿貫                  | 硬地         | 四強         | 720      | 720      | 四強 (敗給安迪·梅利, 4–6, 7–6(7–5), 3–6, 7–6(7–2), 2–6)             |
| 2013年2月11日– 2013年2月17日   | 荷蘭鹿特丹荷蘭銀行世界賽 | 荷蘭, 鹿特丹       | ATP世界巡迴賽500賽      | 室內硬地     | 冠軍         | 500      | 90       | 八強 (敗給儒利安·貝內托, 3–6, 5–7)                                  |
| 2013年2月25日– 2013年3月2日    | 杜拜網球錦標賽           | 阿聯酋, 杜拜       | ATP世界巡迴賽500賽      | 硬地         | 冠軍         | 500      | 180      | 四強 (敗給托馬什·貝爾迪赫, 6–3, 6–7(8–10), 4–6)                     |
| 2013年3月4日– 2013年3月17日    | 印第安維爾斯大師賽       | 美國, 印第安維爾斯 | ATP世界巡迴賽1000大師賽 | 硬地         | 冠軍         | 1000     | 180      | 八強 (敗給拉斐爾·拿度, 4–6, 2–6)                                    |
| 2013年5月7日– 2013年5月13日    | 馬德里大師賽             | 西班牙, 馬德里     | ATP世界巡迴賽1000大師賽 | 泥地         | 冠軍         | 1000     | 90       | 第三圈 (敗給錦織圭, 4–6, 6–1, 2–6)                                  |
| 2013年5月13日– 2013年5月19日   | 羅馬大師賽               | 意大利, 羅馬       | ATP世界巡迴賽1000大師賽 | 泥地         | 四強         | 360      | 600      | 決賽 (敗給拉斐爾·拿度, 1–6, 3–6)                                    |
| 2013年5月27日– 2013年6月9日    | 法國網球公開賽           | 法國, 巴黎         | 大滿貫                  | 泥地         | 四強         | 720      | 360      | 八強 (敗給若-威爾弗裡德·特松加, 5–7, 3–6, 3–6)                      |
| 2013年6月10日– 2013年6月16日   | 哈雷公開賽               | 德國, 哈雷         | ATP世界巡迴賽250賽      | 草地         | 亞軍         | 150      | 250      | 冠軍 (擊敗米哈伊爾·尤茲尼, 6–7(5–7), 6–3, 6–4)                      |
| 2013年6月24日– 2013年7月7日    | 溫布頓網球錦標賽         | 英國, 溫布頓       | 大滿貫                  | 草地         | 冠軍         | 2000     | 45       | 第二圈 (敗給謝爾蓋·斯坦高夫斯基, 7–6(7–5), 6–7(5–7), 5–7, 6–7(5–7)) |
| 2013年7月15日– 2013年7月21日   | 德國公開賽               | 德國, 漢堡         | ATP世界巡迴賽500賽      | 泥地         | 沒有參加     | 不適用   | 180      | 四強 (敗給費德里科·德爾波尼斯, 6–7(7–9), 6–7(4–7))                  |
| 2013年7月22日– 2013年7月28日   | 瑞士古斯塔德網球賽       | 瑞士, 古斯塔德     | ATP世界巡迴賽250賽      | 泥地         | 沒有參加     | 不適用   | 0        | 第二圈 (敗給丹尼爾·布蘭德斯, 3–6, 4–6)                              |
| 2013年8月5日– 2013年8月11日    | 羅渣士盃                 | 加拿大, 蒙特利爾   | ATP世界巡迴賽1000大師賽 | 硬地         | 缺席         | 0        | 0        | 退出                                                                |
| 2013年8月12日– 2013年8月18日   | 西南公開賽               | 美國, 辛辛那提     | ATP世界巡迴賽1000大師賽 | 硬地         | 冠軍         | 1000     | 180      | 八強 (敗給拉斐爾·拿度, 7–5, 4–6, 3–6)                               |
| 2013年8月26日– 2013年9月8日    | 美國網球公開賽           | 美國, 紐約         | 大滿貫                  | 硬地         | 八強         | 360      | 180      | 第四圈 (敗給托米·羅佈雷多, 6–7(3–7), 3–6, 4–6)                      |
| 2013年10月7日– 2013年10月13日  | 上海大師賽               | 中國, 上海         | ATP世界巡迴賽1000大師賽 | 硬地         | 四強         | 360      | 90       | 第三圈 (敗給加埃爾·蒙菲斯, 4–6, 7–6(7–5), 3–6)                      |
| 2013年10月21日– 2013年10月27日 | 大衛杜夫瑞士室內賽       | 瑞士, 巴塞爾       | ATP世界巡迴賽500賽      | 室內硬地     | 決賽         | 300      | 300      | 決賽 (敗給胡安·馬丁·德爾波特羅, 6–7(3–7), 6–2, 4–6)                 |
| 2013年10月28日– 2013年11月3日  | 巴黎大師賽               | 法國, 巴黎         | ATP世界巡迴賽1000大師賽 | 室內硬地     | 缺席         | 0        | 360      | 四強 (敗給諾華克·祖高域, 6–4, 3–6, 2–6)                             |
| 2013年11月4日– 2013年11月11日  | ATP年終賽                | 英國, 倫敦         | ATP世界巡迴賽總決賽     | 室內硬地     | 決賽         | 800      | 400      | 四強 (敗給拉斐爾·拿度, 5–7, 3–6)                                    |
| 全年所獲積分                   | 全年所獲積分             | 全年所獲積分       | 全年所獲積分            | 全年所獲積分 | 全年所獲積分 | 10265    | 4205     | ▼ 6060 分差                                                         |

### 雙打
| 日期                          | 賽事名稱         | 地點         | 賽事等級                | 球場類型     | 上屆成績     | 上屆積分 | 獲得積分 | 結果                                          |
| ----------------------------- | ---------------- | ------------ | ----------------------- | ------------ | ------------ | -------- | -------- | --------------------------------------------- |
| 2013年6月10日– 2013年6月16日  | 哈雷公開賽       | 德國, 哈雷   | ATP世界巡迴賽250賽      | 草地         | 沒有參加     | 不適用   | 0        | 首圈 (敗給梅爾澤 / 普茲斯內爾, 6–7(3–7), 4–6) |
| 2013年10月7日– 2013年10月13日 | 上海勞力士大師賽 | 中國, 上海   | ATP世界巡迴賽1000大師賽 | 硬地         | 沒有參加     | 不適用   | 90       | 第二圈 (敗給多迪格 / 梅洛, 1–6, 6–1, 8–10)    |
| 全年所獲積分                  | 全年所獲積分     | 全年所獲積分 | 全年所獲積分            | 全年所獲積分 | 全年所獲積分 | 10       | 90       | ▲ 80 分差                                     |

## 年度記錄

### 對戰總匯
費達拿在2013年賽季錄得45勝17負的戰績（勝率為72.58%），對戰世界排名前十名的選手記錄則是4勝10負（勝率為28.57%）。以下為全年對戰總記錄﹕
- 尼古萊·迪維丹高 2–0
- 托米·哈斯 2–0
- 丹尼斯·伊斯托明 2–0
- 菲利普·科爾施賴伯 2–0
- 阿德里安·曼納里諾 2–0
- 伯諾瓦·帕爾雷 2–0
- 吉爾·西蒙 2–0
- 格雷加·澤姆賈 2–0
- 胡安·馬丁·德爾波特羅 2–1
- 奇雲·安達臣 1–0
- 蒂莫·德·巴克 1–0
- 卡洛斯·貝洛克 1–0
- 巴勃羅·卡雷尼奧-巴斯達 1–0
- 山德夫·狄瓦曼 1–0
- 格里戈爾·季米特洛夫 1–0
- 伊萬·多迪格 1–0
- 里夏爾·加斯凱 1–0
- 馬塞爾·格拉諾勒斯 1–0
- 揚·哈耶克 1–0
- 維克托·哈內斯庫 1–0
- 傑西·詹努維克茲 1–0
- 馬利克·查斯利 1–0
- 弗洛里安·邁爾 1–0
- 華塞克·波斯比希爾 1–0
- 米洛斯·拉奧歷 1–0
- 安德烈亞斯·塞皮 1–0
- 波蒂托·斯塔拉切 1–0
- 塞德里克-馬塞爾·史特比 1–0
- 拉德克·斯泰潘內克 1–0
- 伯納德·托米奇 1–0
- 斯坦·瓦林卡 1–0
- 米哈伊爾·尤茲尼 1–0
- 米沙·茲韋列夫 1–0
- 儒利安·貝內托 1–1
- 丹尼爾·布蘭德斯 1–1
- 若-威尔弗里德·特松加 1–1
- 托馬什·貝爾迪赫 0–1
- 費德里科·德爾波尼斯 0–1
- 加埃爾·蒙菲斯 0–1
- 安迪·梅利 0–1
- 錦織圭 0–1
- 托米·羅佈雷多 0–1
- 謝爾蓋·斯坦高夫斯基 0–1
- 諾華克·祖高域 0–2
- 拉斐爾·拿度 0–4

### 決賽

#### 單打﹕3 (1–2)
| 賽事系列                       |
| ------------------------------ |
| 大滿貫賽事 (0–0)               |
| 世界巡迴總決賽（年終賽） (0–0) |
| 世界巡迴大師賽 1000 (0–1)      |
| 世界巡迴賽 500 (0–1)           |
| 世界巡迴賽 250 (1–0)           |

| 依場地性質分類 |
| -------------- |
| 硬地 (0–1)     |
| 泥地 (0–1)     |
| 草地 (1–0)     |

| 依室內外分類 |
| ------------ |
| 室外 (1–1)   |
| 室內 (0–1)   |

| 結果 | No. | 日期           | 賽事                       | 場地     | 決賽對手             | 決賽比分           |
| ---- | --- | -------------- | -------------------------- | -------- | -------------------- | ------------------ |
| 亞軍 | 35. | 2013年5月19日  | 意大利羅馬大師賽 (3)       | 泥地     | 拉斐爾·拿度          | 1–6, 3–6           |
| 冠軍 | 77. | 2013年6月16日  | 德國哈雷網球賽 (6)         | 草地     | 米哈伊爾·尤茲尼      | 6–7(5–7), 6–3, 6–4 |
| 亞軍 | 36. | 2013年10月27日 | 瑞士大衞杜夫瑞士室內賽 (5) | 室內硬地 | 胡安·馬丁·德爾波特羅 | 6–7(3–7), 6–2, 4–6 |

### 獎金
| 賽事                     | 獎金      | 年度累積獎金 |
| ------------------------ | --------- | ------------ |
| 澳洲網球公開賽           | A$500,000 | $526,650     |
| 荷蘭鹿特丹荷蘭銀行世界賽 | €31,440   | $568,656     |
| 杜拜網球錦標賽           | $91,750   | $660,406     |
| 印第安維爾斯大師賽       | $104,000  | $764,406     |
| 馬德里大師賽             | €41,610   | $818,970     |
| 羅馬大師賽               | €246,000  | $1,138,425   |
| 法國網球公開賽           | €190,000  | $1,384,057   |
| 哈雷公開賽               | €125,190  | $1,549,495   |
| 溫布頓網球錦標賽         | £38,000   | $1,608,069   |
| 德國公開賽               | €53,340   | $1,677,752   |
| 瑞士古斯塔德網球賽       | €7,100    | $1,687,081   |
| 西南公開賽               | $73,255   | $1,760,336   |
| 美國網球公開賽           | $165,000  | $1,925,336   |
| 上海大師賽               | $54,910   | $1,980,246   |
| 大衛杜夫瑞士室內賽       | €156,800  | $2,194,811   |
| 巴黎大師賽               | €128,850  | $2,372,637   |
| ATP世界巡迴賽總決賽      | $426,000  | $2,798,637   |
| 額外積分獎金             | $405,000  | $3,203,637   |
| 總計                     | 總計      | $3,203,637   |

 不同賽事獎金單位不同，無特別說明均以美元為單位。 

### 獲獎
- 艾特堡運動精神獎[33]（連續第三年兼第九次獲獎）
- ATP最受歡迎球員獎（單打）[33]（連續十一年獲獎）
- 亚瑟·阿什人道主義獎[33]（第二次獲獎）

### 外部連結
1. 1 2  官方網站. .   [2013-06-16]. （原始内容存档于2013-06-19） （英语）.
2. 1 2  官方網站. .   [2013-01-25]. （原始内容存档于2013-01-28） （英语）.
3. 1 2  官方網站. .   [2013-06-04]. （原始内容存档于2013-06-08） （英语）.
4. 1 2  官方網站. .   [2013-06-26]. （原始内容存档于2013-06-29） （英语）.
5. 1 2  官方網站. .   [2013-08-17]. （原始内容存档于2013-08-20） （英语）.
6. 1 2  官方網站. .   [2013-09-03]. （原始内容存档于2013-09-06） （英语）.
7. 1 2  官方網站. .   [2013-11-10]. （原始内容存档于2013-11-13） （英语）.
8. 1 2  官方網站. .   [2013-01-23]. （原始内容存档于2013-01-26） （英语）.
9. ↑  官方網站. .   [2013-02-15]. （原始内容存档于2013-02-18） （英语）.
10. ↑  官方網站. .   [2013-03-01]. （原始内容存档于2013-03-05） （英语）.
11. 1 2  官方網站. .   [2013-03-15]. （原始内容存档于2013-03-18） （英语）.
12. ↑  官方網站. .   [2013-05-10]. （原始内容存档于2013-06-07） （英语）.
13. ↑  官方網站. .   [2013-05-19]. （原始内容存档于2013-06-07） （英语）.
14. ↑  官方網站. .   [2013-06-02]. （原始内容存档于2013-06-07） （英语）.
15. ↑  官方網站. .   [2013-07-03]. （原始内容存档于2013-07-06） （英语）.
16. ↑  官方網站. .   [2013-07-02]. （原始内容存档于2013-07-06） （英语）.
17. ↑  官方網站. .   [2013-07-20]. （原始内容存档于2013-07-23） （英语）.
18. ↑  官方網站. .   [2013-07-25]. （原始内容存档于2013-07-28） （英语）.
19. 1 2  官方網站. .   [2013-08-02]. （原始内容存档于2013-08-05） （英语）.
20. ↑  官方網站. .   [2013-12-26]. （原始内容存档于2013-12-27） （英语）.
21. ↑  官方網站. .   [2013-10-10]. （原始内容存档于2013-10-13） （英语）.
22. ↑  官方網站. .   [2013-10-27]. （原始内容存档于2013-10-30） （英语）.
23. ↑  官方網站. .   [2013-12-30]. （原始内容存档于2013-12-30） （英语）.
24. ↑  官方網站. .   [2013-11-02]. （原始内容存档于2013-11-06） （英语）.
25. ↑  Tennis.com. .   [2015-06-16]. （原始内容存档于2020-04-02） （英语）.
26. ↑  職業網球聯合會. .   [2015-06-16]. （原始内容存档于2013-10-29） （英语）.
27. ↑  wilson. .   [2014-08-19]. （原始内容存档于2016-07-11）.
28. ↑  騰訊體育. .   [2015-06-16]. （原始内容存档于2014-03-07） （中文（简体））.
29. ↑  職業網球聯合會. .   [2015-06-16] （中文（简体））.[永久]
30. ↑  職業網球聯合會. .   [2013-09-13]. （原始内容存档于2013-12-26） （英语）.
31. ↑  職業網球聯合會. .   [2013-09-13]. （原始内容存档于2015-06-10） （英语）.
32. ↑  官方網站. .   [2013-04-10]. （原始内容存档于2013-03-11） （英语）.
33. 1 2 3  職業網球聯合會. .   [2013-11-04]. （原始内容存档于2015-06-26） （英语）.